# 2012年南非空军C-47运输机坠毁事件
2012年12月5日，一架南非空军道格拉斯C-47运输机于该国境内德拉肯斯堡山脉坠毁，机上11人全部遇难。

## 事故过程
这架C-47运输机自比勒陀利亚沃特克鲁夫空军基地起飞，原定飞往乌姆塔塔机场，于当地时间7:45撞击德拉肯斯堡山脉。事故发生前，机组成员报告称正处在仪表气象条件下（主要靠仪表等设备辅助飞行）在海拔11,000英尺（3,400）飞行。
关于机上的乘员，有报道称南非前总统纳尔逊·曼德拉的医护团队在失事的运输机上，但之后被证明是误报。由于能见度低，使用直升机搜救的计划被取消。

## 航机相关
本次事故中的C-47运输机注册编号为6840，制造商序列号为13866。其于1943年为美国空军制造，次年归属英国皇家空军，后又立即转给南非空军。20世纪90年代初，本机以普惠PT6发动机改装，并加长了机身。本机主要用于海事巡逻，同时也是南非国家飞行表演队银隼的替补用机。

## 事后调查
南非空军组成了调查小组，正在调查事故的原因。根据航空安全网的资料，事故起因可能是机组成员不遵守操作规程，制定的飞行计划存在瑕疵。